# Sjoemsjoe
Sjoemsjoe (Russisch: Шумшу, Japans: 占守島; Shumushu-tō) is het noordoostelijkste eiland van de Noordelijke Groep van de eilandenarchipel Koerilen, die bestuurd wordt door Rusland. Het eiland ligt op 11 kilometer ten zuiden van Kaap Lopatka in het uiterste zuiden van het schiereiland Kamtsjatka, waarvan het wordt gescheiden door de Straat Koerilen (of Eerste Koerilenstraat). Aan west- en zuidwestzijde wordt het eiland gescheiden van het veel grotere eiland Paramoesjir door de Tweede Koerilenstraat (1,8 km breed). Met een maximale hoogte van 189 meter (Vysokaja) is het een van de Koerilen-eilanden met het minste reliëf.
Het eiland bestaat vooral uit laaggelegen gebied met veel meren en moerassen. De langste rivier op het eiland is de Joezjnaja (Baboesjkina). Op het eiland groeien vooral struikachtige elzen en ceders. Het eiland wordt vaak omringd door mist. In de winter daalt de temperatuur tot -15°C en komen er sneeuwstormen voor.

## Geschiedenis
Voor de komst van de Japanners en de Russen woonden de Ainu op het eiland. In de 19e eeuw verkenden Russische schepen het eiland. Bij het Verdrag van Sint-Petersburg kwam het eiland onder Japans bestuur. Toen het Russische Rijk steeds verder oprukte, besloot de Japanse regering tot het opzetten van een militair steunpunt op het eiland en de gedwongen verplaatsing van de Ainu van de Koerilen naar het eiland Shikotan veel zuidelijker. De Ainu konden hier echter niet aarden en velen stierven of gingen op in de Japanse cultuur. Van de Shimushu-Ainu is niets bewaard gebleven.

### Tweede Wereldoorlog
Tijdens de Tweede Wereldoorlog was er een Japanse marinebasis en een vliegveld, vanwaar de aanvallen op de Aleoeteneilanden Attu en Kiska mede werden voorbereid. Fortificaties op het eiland werden met hulp van Chinese en Koreaanse gevangenen aangelegd, waarna ongeveer 10.000 van hen werden vermoord door ze met een boot de oceaan op te sturen, waarna de boot werd bestookt door onderzeeërs, zo is gebleken uit documenten die werden gebruikt bij het Proces van Tokio.
Het eiland was het toneel van het laatste gevecht van de Tweede Wereldoorlog; de Slag om Shimushu van 18 tot 23 augustus 1945, waarbij de Sovjet-Unie het eiland veroverde op Japan, 3 dagen nadat Japan het vredesverdrag met de geallieerden had gesloten. Bij de gevechten kwamen volgens Sovjetbronnen meer dan 1500 Rode Legersoldaten en 1000 Japanse troepen om (volgens Japanse bronnen 3000 Sovjetdoden en -gewonden en 600 Japanse doden en 500 tot 700 gewonden), vooral door de zeer slechte voorbereiding van de Sovjets. Zie verder invasie van de Koerilen.
In 1951 gaven de Japanners het eigendomsrecht op het eiland op bij het Verdrag van San Francisco, dat niet getekend werd door de Sovjet-Unie en daarom momenteel door de Japanners niet als geldig wordt gezien voor Rusland. Deze zien de status van het eiland als 'onbepaald'.
In 1952 vond een grote tsunami plaats op de Koerilen, waarbij veel dorpen op het eiland zwaar werden getroffen.

### Huidige situatie
Tot begin jaren 90 werd het eiland bewoond. In 1990 stortte echter een vliegtuig neer bij het dorpje Bajkovo, waarbij een persoon omkwam en het vliegveld werd gesloten, waarna ook deze plaats werd verlaten. De bewoners trokken vooral naar het stadje Severo-Koerilsk tegenover het eiland op Paramoesjir. In 2006 bevonden zich alleen twee vuurtorens en een grenspost op het noordelijke deel van het eiland. Op het eiland bevinden zich veel overblijfselen van de voormalige Japanse militaire macht in de Tweede Wereldoorlog. Hiertoe behoren de marinebasis Kataoka bij het verlaten dorpje Bajkovo (hoofdkwartier van de Japanse 5e vloot in de Tweede Wereldoorlog) in het westen, met 9 versterkte fortificaties en 20 kustverdedigingswerken en een aantal verwoeste Japanse tanks (tijdens de slag werd ook een tankslag uitgevochten) en transportboten. Bij het slagveld bevindt zich op een heuvel een gedenkteken voor de strijd om het eiland. In het centrale gedeelte van het eiland bevinden zich de resten van het Japanse vliegveld Miyoshino. De Amerikanen bombardeerden het eiland vanaf Attu in de Tweede Wereldoorlog, waardoor het eiland is bezaaid met bomkraters.